# Livro Verde

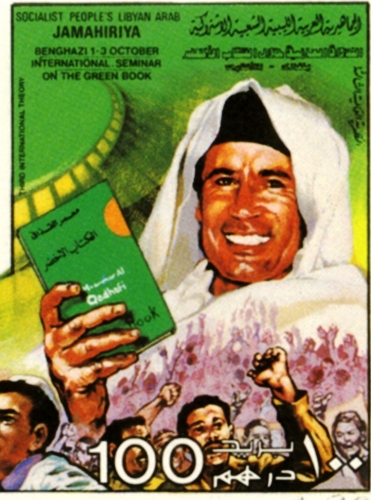
Cartaz do Seminário Internacional do Livro Verde na Líbia, 1979 (Gaddafi pode ser visto com um exemplar em suas mãos)

O Livro Verde (em árabe: الكتاب الأخضر) é um livro escrito pelo então líder líbio Muammar al-Gaddafi, publicado originalmente em 1975. A obra descreve sua visão sobre a democracia e sua filosofia política.
O livro é formado por três partes:
- A Solução do Problema da Democracia: A Autoridade do Povo
- A Solução do Problema Econômico: Socialismo
- A Base Social da Terceira Teoria Universal

O Livro Verde rejeita a democracia liberal moderna, e encoraja a instituição de uma forma de democracia direta baseada em comitês populares. Os críticos afirmam que Gaddafi usaria estes comitês na prática como ferramentas de repressão política autocrática. 
Uma tradução para o inglês foi feita pelo governo líbio, e uma edição bilíngua (inglês e árabe) foi lançada em Londres por Martin, Brian & O'Keeffe, em 1976.